# Cavadoude
Cavadoude es una freguesia portuguesa del concelho de Guarda, con 5,98 km² de superficie y 366 habitantes (2001). Su densidad de población es de 61,2 hab/km².